# Henry Sydney, 1. hrabě z Romney
Henry Sydney, 1. hrabě z Romney (nebo Sidney) (Henry Sydney, 1st Earl of Romney, 1st Viscount Sydney of Sheppey, 1st Baron Milton) (8. dubna 1641 – 8. dubna 1704) byl anglický generál a státník. Původně působil ve službách Stuartovců, později byl autorem dopisu, který vyzval Viléma Oranžského k převzetí vlády v Anglii (dopis podepsalo šest vlivných členů Sněmovny lordů). Jako přední činitel slavné revoluce byl předurčen k rychlé kariéře po roce 1688, stal se generálem, členem vlády, místokrálem v Irsku a v roce 1694 byl povýšen na hraběte. Po smrti Viléma Oranžského musel odejít do ústraní.

## Kariéra
Pocházel ze starobylého šlechtického rodu, byl čtvrtým a nejmladším synem irského místokrále Roberta Sydneye, 2. hraběte z Leicesteru (1595–1677). Henryho starší nevlastní bratr Sir Algernon Sidney(1621–1683) byl popraven za účast v protikrálovském spiknutí. V letech 1658–1664 absolvoval kavalírskou cestu, pobýval převážně ve Španělsku a Itálii, po návratu do Anglie se připojil ke dvoru, stal se komořím vévody z Yorku a štolbou jeho manželky. V roce 1672 se zúčastnil diplomatického poselství do Francie, v letech 1679–1681 a 1689 byl členem Dolní sněmovny. V letech 1679–1681 byl vyslancem v Haagu, zároveň zastával dvorský úřad správce královského šatníku (1679–1685).
Za vlády Jakuba II. stál v opozici a byl autorem dopisu, který vyzval Viléma Oranžského k převzetí vlády v Anglii (dopis podepsalo dalších šest vlivných členů Sněmovny lordů). Aktivně se zúčastnil slavné revoluce, v roce 1689 byl povýšen na vikomta Sydneye a povolán do Sněmovny lordů, zároveň se stal královským komořím a členem Tajné rady, získal také funkci lorda-místodržitele v Kentu (1689–1704). Jako voják se zúčastnil bitvy u Boyne, dosáhl hodnosti generálporučíka a krátce byl znovu vyslancem v Haagu. V letech 1690–1692 byl státním sekretářem zahraničí a v letech 1692–1693 krátce místokrálem v Irsku. Ve funkci generálního polního zbrojmistra (1693–1702) byl dlouholetým členem vlády, v době nepřítomnosti Viléma III. v Anglii byl členem místodržitelského sboru (1697), později byl znovu místodržitelem v Irsku (1700–1701). V letech 1700–1702 zastával vysoký dvorský úřad prvního královského komorníka (Groom of the Stole, 1700–1702). Po smrti Viléma III. byl za královny Anny zbaven většiny svých úřadů a donucen k odchodu do soukromí.
V letech 1691–1702 zastával prestižní úřad lorda strážce pěti přístavů, s ním byl spojen nárok na užívání státního sídla Walmer Castle. V roce 1694 získal titul hraběte z Romney. Zemřel bez potomstva a jeho úmrtím zanikly šlechtické tituly, které získal.